# Фэрфакс (Виргиния)
Фэрфакс (англ. Fairfax) — город в штате Виргиния, США. Является столицей округа Фэрфакс. Также известен как Центральный Фэрфакс (англ. Central Fairfax), Даунтаун Фэрфакс (англ. Downtown Fairfax) или Фэрфакс-сити (англ. Fairfax City), официальное название — Город Фэрфакс (англ. City of Fairfax).
По данным переписи 2010 года численность населения составляла 22 565 человек, к 2015 году количество жителей выросло до 24 013 человек.
Основан в 1805 году. Имея статус независимого города, является анклавом в пределах отдельного административно-территориальной единицы округ Фэрфакс и частью Вашингтонской агломерации, а также частью Северной Виргинии. Город находится в 27 км к западу от Вашингтона (округ Колумбия), столицы США, с которым соединён оранжевой веткой столичного метрополитена. Непосредственно Фэрфакс обслуживает станция метро «Вена», которая находится в 1,6 км к северо-востоку от города. В Фэрфаксе работают автобусные компании CUE Bus и Metrobus. В 4,8 км к юго-востоку от границ города расположена станция Берк Сентр железнодорожной линии Virginia Railway Express.
В мае 2009 года Фэрфакс занял 3-е место в рейтинге журнала Форбс как один из «лучших городов для проживания в США».
Непосредственно к югу от города, но не на его административной территории, расположен Университет Джорджа Мейсона, крупнейшее государственное образовательное учреждение Виргинии, в котором в 2013 году обучалось 33 917 студентов. Также в Фэрфаксе находится Американский университет Фэрфакса.

## История
Город получил своё название в честь Томаса Фэрфакса, 6-го лорда Фэрфакса из Камерона, который был награждён королём Чарльзом 5 000 000 акров (20 000 км²) земли в северной Виргинии. Район, который сейчас охватывает город, был заселён в начале XVIII века фермерами, по религиозным и экономическим причинам переехавшими из виргинского района Тайдуотер Первоначально новый населённый пункт назывался Эрп-Корнер (англ. Earp's Corner), а в 1805 году законодательное собрание штата приняла акт об учреждении нового города, названного Провиденс (в переводе с англ. — «Провидение»).
Во время Гражданской войны Фэрфакс дважды становился местом боя. 1 июня 1861 года у здания Окружного суда Фэрфакса произошёл бой между разведчиками Армии Союза и местными ополченцами, завершившийся вничью. Второе сражение произошло два года спустя, 27 июня 1863 года, когда федеральные войска были побеждены. Это сражение задержало продвижение войск во главе с начальником кавалерии Армии Конфедерации Джеба Стюарта, что через несколько дней привело к катастрофическим последствиям для генерал южан Роберта Ли в ходе сражения у Геттисберга.
В 1859 году город Провиденс был официально переименован в Фэрфакс. Согласно закону штата Виргиния город был отделён от округа Фэрфакс. В 1904 году троллейная линия связала Фэрфакс с Вашингтоном.
В начале XX века Фэрфакс оставался небольшим городком, являвшимся торговым, административным и культурным центром сообщества фермерских хозяйств и небольших имений, представляя собой несколько кварталов жилых и деловых зданий, окружающих здание окружного суда. Но в 1950-х и 1960-х годах Фэрфакс пережил времена быстрого роста. Так, 1950-е годы его население увеличилось почти на 700 %. Границы города расширялись в трёх направлениях, со временем увеличившись до нынешних 16,3 км². После пика начала 1970-х годов, когда население достигло 22 700 человек, число жителей надолго стабилизировалось на уровне примерно 21 000 человек. Росту города способствовал в том числе и расположенный поблизости Университет Джорджа Мейсона. В 2015 году население города превысило 24 тысячи человек, но днём его население за счёт студентов, жителей окрестностей и туристов может увеличиваться до 100 тысяч.

## Памятные места
Бывшее здание суда округа Фэрфакс является старейшим и самым известным зданием в Фэрфаксе. Первое здание суда в Фэрфаксе было построено в 1742 году вблизи современного города Тайсонс и является тёзкой для Old Courthouse Road. Она пересекается с Gallows Road, которая сегодня является основным пригородным маршрутом, но в то время это была дорога, по которой осуждённых доставляли к виселице у старого здания суда. В 1752 году суд был переведён в Алегзандрию, которая предложила построить новое здание суда за свой счёт. Причина, по которой суд был перенесён в другое место, стали нападения индейцев. Суд округа Фэрфакс оставался в Алегзандрии до 1790 года, когда Виргиния уступила землю, где находилось здание суда для создания новой столицы, Вашингтона. Было решено, что новое здание суда должно быть расположено в центре графства, для чего землю пожертвовал основатель города Ричард Ратклифф. Первое заседание окружного суда Фэрфакса в новом здании состоялось 21 апреля 1800 года.
Самое старое сооружение в городе, сохранившееся до наших дней, это двухэтажное здание первой в Фэрфаксе начальной школы, построенное в 1873 году за 2750 долларов. В 1925 году оно было выкуплено Ку-клукс-кланом, с 1937 года перешло в собственность Совета школьного округа Фэйрфакс и использовалось для размещения школы. Затем здание стало административным корпусом Полицейской академии Северной Виргинии. 4 июля 1992 года в здании открлись Музей Фэрфакса и гостевой центр (англ. Fairfax Museum and Visitor Center). В 1900 году Джозеф Эдвард Уиллард построил здание для мэрии и передал его городу в 1902 году. В Старой ратуше находятся библиотека Хаддлстона (англ. Huddleston Library) и Художественная лига Фэрфакса (англ. Fairfax Art League).